# Stichopogon maritima
Stichopogon maritima là một loài ruồi trong họ Asilidae. Stichopogon maritima được Hardy miêu tả năm 1934. Loài này phân bố ở miền Australasia.